# Lars Saugstad
Lars Saugstad, né le 28 mai 1997 à Brumunddal (en), est un coureur cycliste norvégien.

## Biographie
En 2019, Lars Saugstad termine sixième de Paris-Tours espoirs et septième de l'Olympia's Tour. L'année suivante, il se classe cinquième de Paris-Tours espoirs.
Il met un terme à sa carrière cycliste à l'issue de la saison 2022. 

## Palmarès et résultats

### Palmarès par année
- 2015
  - Eidsvoll Juniors
  - 2e de la Gylne Gutuer Juniors
- 2016
  - Course de Lichtervelde
  - 2e du Hamar Kriterium

### Classements mondiaux
| Année           | 2018   | 2019   |
| --------------- | ------ | ------ |
| UCI Europe Tour | 1 523e | 1 395e |